# Elisabetta Rocchetti
Pour les articles homonymes, voir Rocchetti.
Elisabetta Rocchetti, née le 25 janvier 1975 à Rome dans la région du Latium, est une actrice, une réalisatrice et une scénariste italienne.

## Biographie
Elle débute comme actrice au cinéma en 1996 dans le drame Compagne de voyage (Compagna di viaggio) de Peter Del Monte. Après plusieurs rôles secondaires et de figurations au cinéma et à la télévision, elle forme en 2002 avec Ernesto Mahieux et Valerio Foglia Manzillo (it) un étrange trio dans le drame social L'Étrange Monsieur Peppino (L'imbalsamatore) de Matteo Garrone et se voit récompensée d'un Globe d'or de la révélation de l'année pour sa performance.
En 2004, après des rôles secondaires dans des films de Dario Argento, Pierfrancesco Campanella (it), Carlo Verdone et Alex Infascelli, elle retrouve un premier rôle avec le film d'horreur à petit budget I tre volti del terrore de Sergio Stivaletti. L'année suivante, elle s'essaie à la comédie avec Claudio Amendola et Enzo Salvi (it) pour partenaires dans Il ritorno del Monnezza de Carlo Vanzina. Elle partage également l'affiche des thrillers Aimez-vous Hitchcock ? (Ti piace Hitchcock?) de Dario Argento avec Chiara Conti et Elio Germano et celle de Piano 17 des frères Manetti avec Giampaolo Morelli et Giuseppe Soleri (it) et est membre du jury lors du Brussels Film Festival.
La même année, elle commence une nouvelle carrière de réalisatrice et scénariste avec le court-métrage L'ultima seduta et se consacre dès lors à cette activité, tournant peu et uniquement dans des rôles secondaires au cinéma, avec une parenthèse pour un rôle régulier dans la série télévisée Terapia d'urgenza entre 2007 et 2008. Après quatre années de genèse, elle réalise en 2010 son premier film, le drame Diciottanni - Il mondo ai miei piedi, avec Marco Rulli (it), Marco Iannitello (it) et Nina Torresi (it) dans les rôles principaux. En 2017, elle signe un second film, Il velo di Maya.

## Filmographie

### Comme actrice

#### Au cinéma
- 1996 : Compagne de voyage (Compagna di viaggio) de Peter Del Monte
- 1997 : Les Couleurs du diable d'Alain Jessua
- 1997 : M.D.C. - Maschera di cera de Sergio Stivaletti
- 1997 : L'amico di Wang de Carl Haber (en)
- 1997 : La classe non è acqua de Cecilia Calvi
- 1999 : Besame mucho de Maurizio Ponzi
- 2000 : C'era un cinese in coma de Carlo Verdone
- 2000 : Le Café des palmes (Tobia al caffè) de Gianfranco Mingozzi
- 2001 : Le Sang des innocents (Non ho sonno) de Dario Argento
- 2001 : Juste un baiser (L'Ultimo bacio) de Gabriele Muccino
- 2002 : Un amore perfetto de Valerio Andrei
- 2002 : L'Étrange Monsieur Peppino (L'imbalsamatore) de Matteo Garrone
- 2003 : Cattive inclinazioni de Pierfrancesco Campanella (it)
- 2004 : Card Player (Il cartaio) de Dario Argento
- 2004 : L'amore è eterno finché dura de Carlo Verdone
- 2004 : Il siero della vanità d'Alex Infascelli
- 2004 : I tre volti del terrore de Sergio Stivaletti
- 2005 : Il ritorno del Monnezza de Carlo Vanzina
- 2005 : Keller - Teenage Wasteland d'Eva Urthaler (de)
- 2005 : Piano 17 des frères Manetti
- 2005 : Ti amo in tutte le lingue del mondo de Leonardo Pieraccioni
- 2006 : The Last House in the Woods (Il bosco fuori) de Gabriele Albanesi (it)
- 2007 : Il segreto di Rahil de Cinzia Bomoll (it)
- 2011 : La meravigliosa avventura di Antonio Franconi de Luca Verdone
- 2012 : Sins Expiation de Carlo Fusco (it)
- 2014 : Solitudini Pericolose d'Emanuele Pecoraro (court-métrage)
- 2018 : Heureux comme Lazzaro (Lazzaro Felice) d'Alice Rohrwacher

#### A la télévision

##### Séries télévisées
- 1999 : Un posto al sole
- 2001 : Il bello delle donne
- 2006 : Crimini, épisode Il bambino e la befana
- 2007 - 2008 : Terapia d'urgenza

##### Téléfilms
- 2003 : Aller simple pour la mort (Ultima pallottola) de Michele Soavi
- 2005 : Aimez-vous Hitchcock ? (Ti piace Hitchcock?) de Dario Argento

### Comme réalisatrice et scénariste

#### Au cinéma
- 2006 : L'ultima seduta (court-métrage)
- 2011 : Diciottanni - Il mondo ai miei piedi (it)
- 2017 : Il velo di Maya (it)

## Distinctions
- Globe d'or de la meilleure actrice - révélation en 2003 pour L'Étrange Monsieur Peppino (L'imbalsamatore).
- Globe d'or : prix spécial du jury en 2011 pour Diciottanni - Il mondo ai miei piedi.